# Diferencias de clase social en alimentación
Las diferencias de clase social en el consumo de alimentos se refieren a cómo varía la cantidad y la calidad de los alimentos de acuerdo con el estatus social de una persona o su posición en la jerarquía social. Varias disciplinas, incluidas las ciencias sociales, psicología, ciencias nutricionales y salud pública, han examinado este tema. La clase social se puede determinar de acuerdo con factores definitorios objetivos (educación, ingresos o estatus ocupacional) o factores subjetivos, como el rango percibido en la sociedad.
La conducta alimentaria es un acto altamente afiliativo, en ese sentido la comida que uno come está estrechamente relacionada con la clase social de uno a lo largo de la historia.
En la sociedad occidental contemporánea, las diferencias de clase social en el consumo de alimentos siguen un patrón general. Los grupos de clase alta consumen alimentos que significan exclusividad y acceso a alimentos raros; mientras que los grupos de clase baja, por otro lado, consumen alimentos fácilmente disponibles.

## Dietas de la clase alta

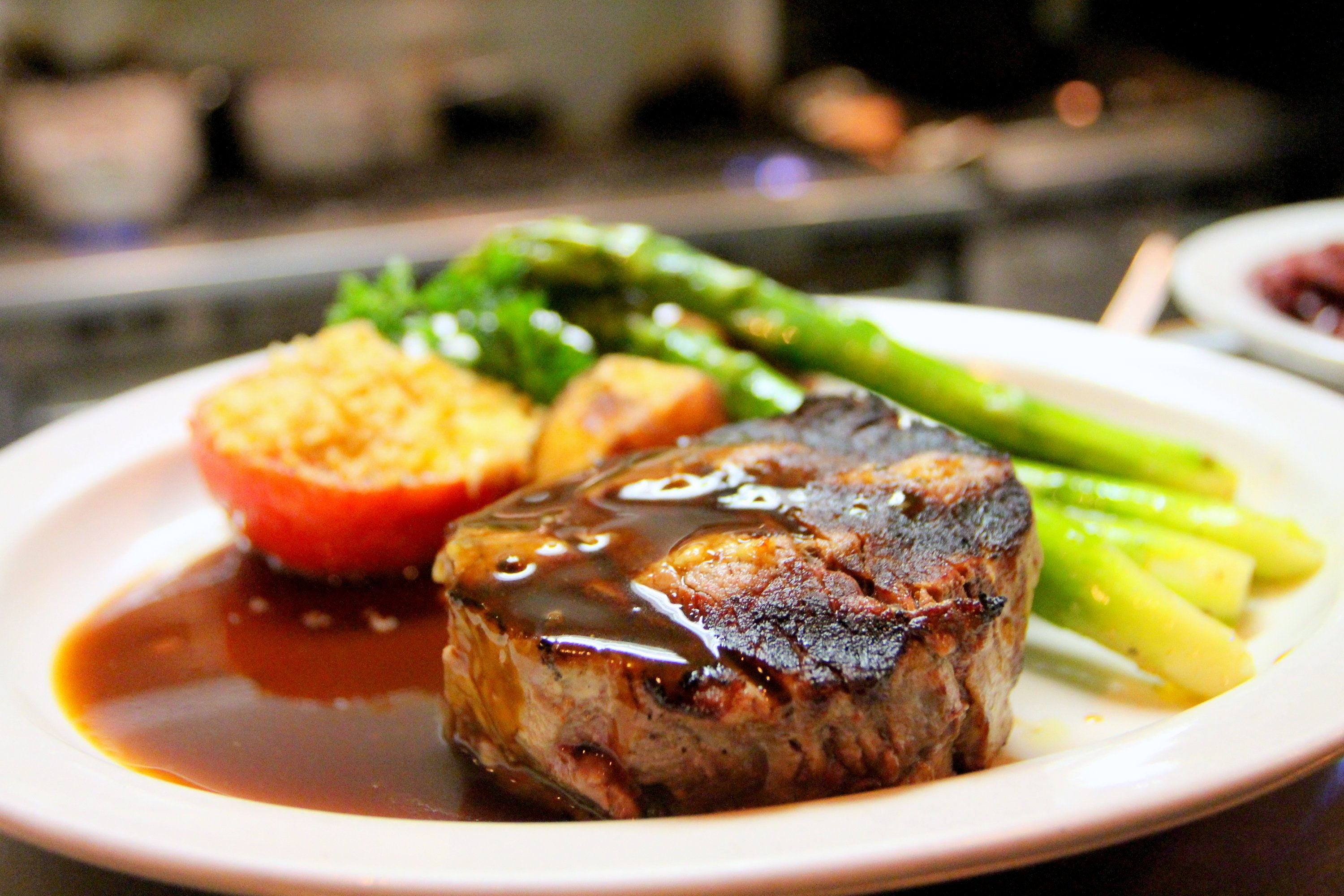
Comida de lujo típica de la clase alta. (Filete con espárragos trigueros)

### Exclusividad
Como cualquier producto de lujo, algunos alimentos denotan un aspecto de clase y distinción. Según el sociólogo francés Pierre Bourdieu, los alimentos consumidos por las clases altas reflejan "gustos refinados", y su valor percibido en la sociedad. Históricamente, estos son productos alimenticios muy exclusivos que se caracterizan por una alta demanda y una baja oferta.
Un ejemplo claro de este fenómeno es la introducción de las especias en la dieta europea. En la Europa occidental medieval, la cantidad de carne consumida distinguía a las clases altas de las bajas, ya que solo las clases altas podían permitirse comer carne en grandes cantidades. La dieta de los grupos de clase baja, que tenían poco acceso a la carne, consistía principalmente en cereales (por ejemplo, cebada y centeno) y verduras (por ejemplo, repollos y zanahorias). Las especias, como la pimienta negra, se introdujeron como condimento para la carne, aunque en pequeñas cantidades, tras el contacto con Asia, a través de mercaderes musulmanes. El alto costo de transportar estas especias limitaba el acceso a los ricos; por tanto, tanto la cantidad como el tipo de carne consumida se convirtieron en una señal de estatus.

### Omnivorismo
Omnivorisimo, un término típicamente reservado para aquellos que consumen una variedad no restringida de productos alimenticios, también puede referirse al consumo de alimentos raros. El consumo de alimentos desconocidos, especialmente alimentos de diferentes culturas, significa un sentido de cosmopolitismo que solo se puede obtener a través del capital social y económico. Hay algunas evidencias documentadas para esta afirmación: los grupos de clase alta, en relación con los grupos de clase baja, son más propensos a respaldar el consumo de alimentos que están fuera de su cultura nativa y muestran preocupación por la autenticidad percibida de la cocina extranjera, prefiriendo estos establecimientos para cenar a las cadenas de comida rápida.

### Calidad nutricional
Por último, la calidad nutricional de las dietas de la clase alta occidental suele ser mejor que la de las dietas de las clases bajas. Varios estudios han encontrado que con una mayor formación e ingresos, la calidad de la dieta mejora. Incluso las medidas subjetivas del estatus social, como la Escala de Estado Social Subjetivo de MacArthur, ejercen un efecto similar sobre la conducta alimentaria entre los grupos minoritarios. Aquellos que se ven a sí mismos en una posición más alta en la sociedad tienen más probabilidades de tener mejor salud.

### Mejor acceso a alimentos saludables
Un mayor ingreso juega un papel importante en el acceso a alimentos saludables. Esto es especialmente cierto en los Estados Unidos en comparación con otros países de ingresos altos. La mayoría de las tiendas naturistas y los supermercados, que venden productos frescos, están más disponibles en áreas de altos ingresos que en áreas de bajos ingresos. Turrell y sus colegas observaron que los ingresos, a diferencia de la educación y el estado ocupacional, eran el único indicador significativo de los grupos de bajos ingresos que compraban alimentos que cumplían con pautas dietéticas recomendadas. Dicho de otra manera,  era el dinero, no más años de formación ni el prestigio de su trabajo, lo que permite a los grupos de bajos ingresos lograr una dieta saludable.
Un conjunto significativo de evidencias muestran cómo los alimentos saludables cuestan más que los alimentos no saludables. Sin embargo, los estudiosos no han podido identificar micronutrientes específicos (es decir, vitaminas, minerales) y macronutrientes (es decir, carbohidratos, grasas) que contribuyan al precio mayor de una dieta saludable. Un análisis del gasto en alimentos en los Estados Unidos demostró que la relación entre el precio de un alimento y su calidad nutricional variaba según cómo se medía el precio de los alimentos. Otros han notado que el precio de ciertas frutas y verduras está cayendo al mismo ritmo que los bocadillos populares, las patatas fritas y las galletas.

### Formación superior y análisis nutricional
La formación superior está relacionada con una mejor dieta y se cree que mejora los comportamientos alimentarios al aumentar la susceptibilidad a los mensajes de salud. La alfabetización nutricional y la aritmética se refieren a la capacidad de comprender y utilizar las etiquetas nutricionales para guiar los comportamientos alimentarios. Los grupos de clases sociales más altas informan que usan etiquetas nutricionales en mayor proporción que los grupos de clases sociales bajas, pero, en general, las tasas de uso de etiquetas nutricionales son bajas. Se estima que solo un tercio de los estadounidenses usan etiquetas nutricionales. Es importante destacar que la gran mayoría de los estudios publicados que evalúan los efectos del uso de etiquetas nutricionales y el consumo de alimentos no incluyen minorías raciales / étnicas en sus muestras, ni los estudios cumplen con el estándar de los informes de la American Dietetic Association. Por lo tanto, la medida en que el uso de etiquetas nutricionales afecta a la población estadounidense, en general, sigue siendo cuestionada.

## Dietas de la clase media
Las características definitorias de las dietas de la clase media son menos obvias que las de las de las clase alta y baja. Por un lado, la mayoría de los investigadores no se ponen de acuerdo al definir la "clase media". ¿Es únicamente una posición socioeconómica (es decir, ingreso medio), la posesión de su vivienda o es un estado mental psicológico (es decir, autopercepción y cultura)? Asimismo, las dietas de la clase media están sujetas a la misma ambigüedad.
Los miembros de la clase media son los mayores consumidores de comida rápida en los Estados Unidos. Sin embargo, la calidad nutricional de las dietas de la clase media refleja fielmente la de las clases altas. Más importante aún, se espera que la calidad nutricional de las clases media y alta difiera significativamente de las de las clases bajas con el tiempo.
Una forma de ver las dietas de la clase media es que refleja una búsqueda aspiracional de obtener una posición social más alta. El teórico sociológico Gabriel Tarde sugirió que las clases "inferiores" buscan imitar la cultura de las clases "superiores". Esto se hace más evidente a medida que el consumo notorio disminuye. Según el sociólogo y economísta Thorstein Veblen, el consumo conspicuo es la exhibición audaz de la riqueza para marcar la posición social de uno. La rápida globalización y los mercados en línea han hecho que los bienes de consumo antes exclusivos sean accesibles para la clase media estadounidense; y, como resultado, las clases altas se han alejado de los indicadores de riqueza ostentosos. En cambio, las clases altas han invertido en formas de consumo discretas y en la formación avanzada. Elizabeth Currid-Halkett, autora de The Sum of Small Things: A Theory of the Aspirational Class, sugiere que el consumo de alimentos orgánicos es una forma en que tanto la clase alta como la media se involucran en un consumo discreto. Comprar y comer alimentos orgánicos no solo requiere un cierto grado de dinero prescindible, sino que también sugiere que el consumidor de clase media posee cierto conocimiento nutricional y la capacidad de acceder a los mismos mercados que los ricos. Otros señalan que la clase media también se involucra en las mismas prácticas de la clase alta de salir a comer alimentos extranjeros para mostrar su capital cultural.

## Dietas de la clase baja

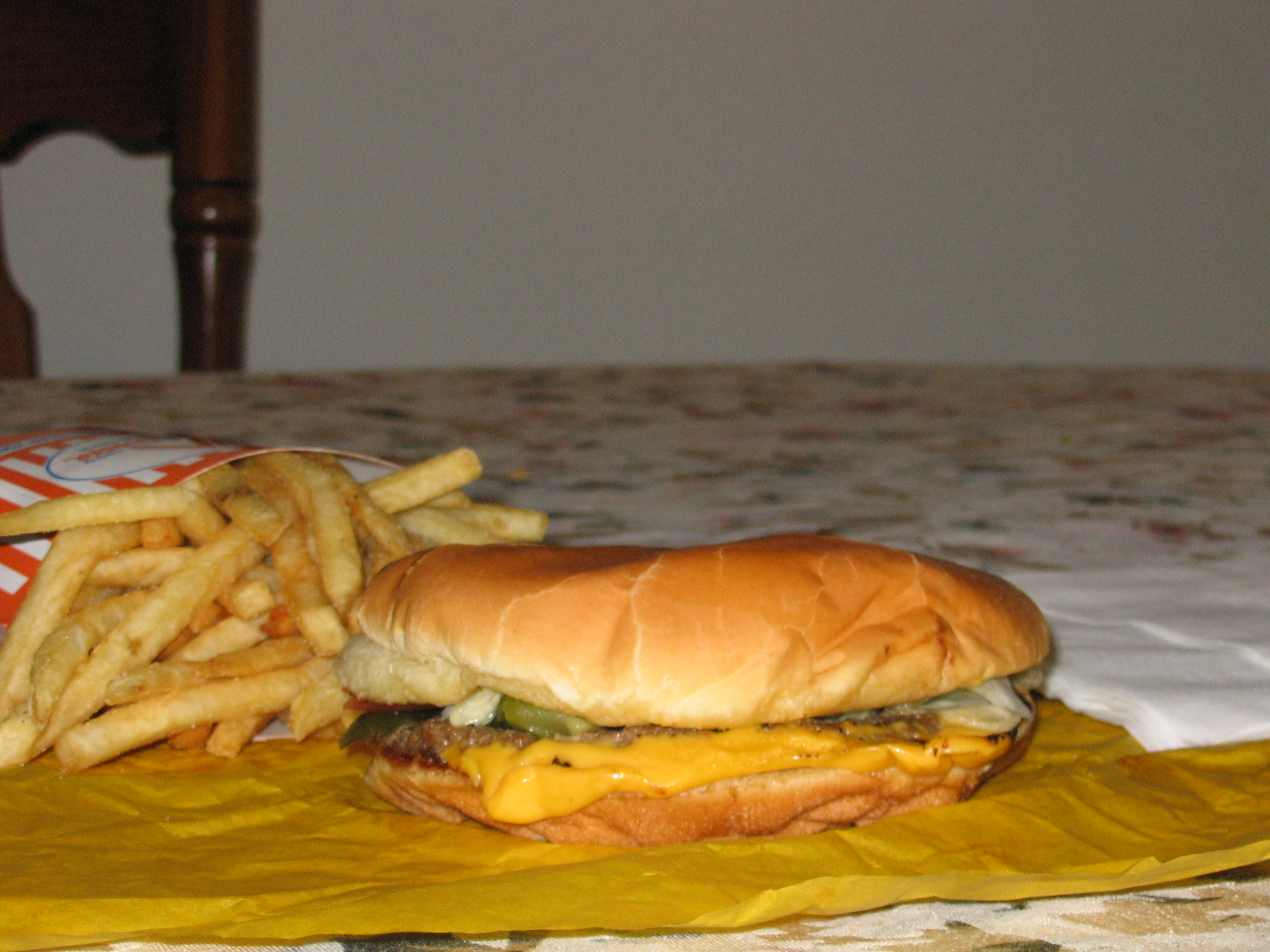
Hamburguesa con queso (comida rápida)

En los Estados Unidos, una forma de definir la clase social baja es tener un nivel de ingresos inferior al umbral de pobreza federal. De acuerdo con las Pautas Federales de Pobreza de EE. UU., una familia de cuatro miembros (es decir, dos adultos y dos menores de 18 años) que gana menos de 25.750 $, se considera que vive por debajo de la línea de pobreza federal a partir de 2019. Aproximadamente 38,1 millones de estadounidenses viven en la pobreza. Sin embargo, algunos argumentan que esto podría ser una subestimación, ya que las pautas actuales no tienen en cuenta otros gastos, como el cuidado de los niños, el transporte, los impuestos o las facturas médicas.
Sin embargo, tener menos ingresos requiere que las familias elijan alimentos generalmente menos saludables para satisfacer sus necesidades básicas. Las familias de bajos ingresos no satisfacen regularmente las porciones diarias requeridas de alimentos ricos en nutrientes, como frutas y verduras, y este problema se extiende mucho más allá de los Estados Unidos. A nivel mundial, los bajos ingresos están relacionados con una ingesta deficiente de nutrientes.
En los Estados Unidos, el Departamento de Agricultura desarrolló un conjunto de pautas diseñadas para ayudar a todos los estadounidenses a satisfacer sus necesidades nutricionales. En particular, el plan fue diseñado para grupos de bajos ingresos ayudar a identificar, en tiempo eficiente alimentos a precios moderados a que cumplían con los estándares nutricionales. Además, el Programa de Asistencia de Nutrición Suplementaria (SNAP), formalmente llamado Ley de Cupones para Alimentos de 1977, es un programa financiado por el gobierno que proporciona a los estadounidenses de bajos ingresos subsidios para comprar alimentos.

### Dieta común
Las carnes grasas, las patatas, la pasta, el maíz enlatado, el arroz y los cereales se encuentran entre los alimentos más comunes que compran muchas familias de bajos ingresos. Aproximadamente el 50% de los adultos estadounidenses de bajos ingresos informan de que comen alimentos no saludables o caducados, y entre los clientes de los bancos de alimentos, los artículos más solicitados son los productos lácteos, las frutas y verduras y la carne magra.

### Perspectivas económicas

#### Inseguridad alimentaria
La inseguridad alimentaria se refiere a las condiciones económicas o sociales que contribuyen a un acceso inadecuado a los alimentos. Aproximadamente 43 millones de hogares estadounidenses se ven afectados por la inseguridad alimentaria y esta inseguridad afecta de manera desproporcionada a los hogares de bajos ingresos, las minorías raciales / étnicas y los hogares monoparentales.
La inseguridad alimentaria juega un papel importante en la formación de las dietas y la calidad de las dietas. En las zonas urbanas, la gran desigualdad de ingresos dificulta la compra de alimentos saludables para los grupos de bajos ingresos, especialmente entre las minorías raciales. En las zonas rurales, los grupos de bajos ingresos tienen menos acceso a alimentos saludables que los grupos de altos ingresos. Estos llamados "desiertos alimentarios" carecen de supermercados o mercados adecuados que proporcionen alimentos frescos y nutritivos. Algunos señalan que los desiertos alimentarios también constituyen regiones donde los alimentos saludables están disponibles pero son costosos o se almacenan de manera irregular. Por otro lado, otro problema al que se enfrentan muchas comunidades de bajos ingresos es la creciente predominancia de los restaurantes de comida rápida, que pueden plantear riesgos para la salud.

#### Disponibilidad
Aparte del sabor, que se valora entre las preferencias alimentarias de todos los grupos socioeconómicos, los grupos de bajos ingresos priorizaron el costo, la conveniencia y la familiaridad de sus comidas. En promedio, la inseguridad alimentaria y los bajos ingresos se asocian con la ingesta excesiva de bocadillos y carbohidratos con alto contenido calórico y la ingesta insuficiente de frutas y verduras. Una explicación de la discrepancia es la falta de tiempo. Preparar y cocinar frutas y verduras crudas requiere más tiempo que comprar comidas y bocadillos preparados. Esta distinción es particularmente importante entre aquellos que tienen menos tiempo disponible, como las madres solteras que trabajan, que constituyen el 10% de los hogares con inseguridad alimentaria. Un estudio del Departamento de Agricultura de los Estados Unidos concluyó que las mujeres que trabajan a tiempo completo y de bajos ingresos dedican alrededor de 40 minutos al día a preparar y cocinar comidas, en comparación con las mujeres que no trabajan, que dedican alrededor de 70 minutos al día. Teniendo en cuenta que las cadenas de comida rápida predominan más en las zonas de ingresos bajos que en las zonas de ingresos medios y altos, el consumo de comida preparada permite a las personas con poco tiempo satisfacer las demandas laborales y domésticas. De hecho, los hogares de bajos ingresos gastan más dinero en comida rápida como resultado de sus limitaciones de tiempo: los hogares que ganan menos de 50.000 $ por año gastan casi el 50% de su gasto en alimentos en "alimentos consumidos fuera de casa ", o alimentos listos para comer que están disponibles a través de espacios públicos (por ejemplo, máquinas expendedoras, restaurantes o escuelas). Generalmente, los "alimentos de fuera de casa" son de menor calidad nutricional que los alimentos preparados en casa.

### Perspectivas psicológicas

#### Comportamiento
Una de las principales críticas de los estudios que examinan la inseguridad alimentaria es el énfasis en las restricciones económicas. Otros abogan por una reforma para abordar el impacto psicológico negativo de la pobreza y la inseguridad alimentaria. La evaluación más común de la inseguridad alimentaria en los Estados Unidos, el Módulo de la Encuesta de Seguridad Alimentaria de los Hogares de los Estados Unidos, no puede dar cuenta de las estrategias de comportamiento que se pueden emprender para evitar la inseguridad alimentaria, como limitar el tamaño de las porciones. Para abordar esto se han desarrollado medidas de inseguridad alimentaria basadas en el comportamiento.

#### Estrés
Existe evidencia emergente de que las experiencias psicológicas de pobreza y bajo estatus pueden influir directamente en los alimentos que uno come. La alimentación inducida por el estrés, está estrechamente relacionada con la alimentación emocional y es bastante común en los Estados Unidos. Una encuesta realizada por la Asociación Estadounidense de Psicología encontró que casi el 40% de los adultos estadounidenses informaron de comer en exceso o comer de manera poco saludable en respuesta al estrés.
Muchos estudiosos creen que el estrés es un mecanismo clave en la relación entre la clase social baja y las malas conductas alimentarias. En modelos no humanos, los animales que sufren estrés de subordinación (por ejemplo, ataques de un animal dominante en condiciones de alojamiento compartido) obtienen la mayor parte de su ingesta calórica de alimentos grasos y azucarados. Es posible que la alimentación inducida por el estrés tenga una función adaptativa evolutiva: de tal manera que el estrés motiva a los animales de bajo estatus a buscar recursos que están en posesión y limitados por animales de alto estatus. Por lo tanto, en condiciones de bajo nivel de estatus, los alimentos ricos en calorías tienen la perspectiva de prolongar una vida útil incierta.
Entre los humanos, la evidencia es un poco menos clara. Los grupos de estatus bajo tienen una dieta más pobre y experimentan más estrés en comparación con los grupos de estatus alto. En promedio, los grupos de estatus bajo experimentan más problemas en la vida diaria, eventos de vida negativos, y más factores estresantes en el lugar de trabajo y la familia. Además, los niveles de estrés promedio para los grupos de estatus bajo tienden a aumentar a un ritmo mayor que los de sus congéneres de estatus alto. Sin embargo, apenas hay investigaciones que demuestren cómo el estrés sirve como un mecanismo para inducir conductas alimentarias deficientes entre los grupos de bajos ingresos y deja en cuestión el fenómeno de la alimentación inducida por el estrés entre los grupos de bajos ingresos.